# Islam en Perú
Las personas que profesan el islam en Perú, un país predominantemente cristiano, son una comunidad minoritaria. Debido a la naturaleza secular de la constitución del Perú, los musulmanes son libres de hacer proselitismo y construir lugares de culto en el país. Las estadísticas para el islam en Perú estiman una población musulmana total de 15 000, en gran parte establecida en Lima. Esto representa el 0,015% de la población total de 32.555.000 habitantes.
El islam fue introducido históricamente por los moros españoles, aunque la población actual es casi en su totalidad de origen sirio, libanés y palestino.

## Historia
En 1560, la justicia virreinal de Perú condenó a Lope de la Peña, descrito como un "moro de Guadalajara", a cadena perpetua por el delito de "haber practicado y difundido el islam " en Cuzco y también se le exigió llevar el sambenito alrededor del cuello durante todo su encarcelamiento. Otras fuentes dan su nombre como Álvaro González.
Su colega, el mulato "hijo de un español [Juan Solano] y una negra", Luis Solano fue igualmente condenado por difundir el islam, pero fue ejecutado por el delito.
A medida que aumentaba la persecución en el Imperio español, los musulmanes dejaron de identificarse por su religión y se convirtieron en cristianos nominales; finalmente, el islam desapareció del país por completo.
En 1911, Stuart McNairn, un misionero británico radicado en Cusco, escribió sobre “el llamado de Dios a Su Iglesia para entrar y poseer la tierra [en] África, en vista del gran avance musulmán. Debemos llevar la Luz al Continente Oscuro antes de que los apóstoles del mahometanismo lo envuelvan en una oscuridad aún mayor".
El islam fue reintroducido en Perú en la década de 1940 durante el éxodo de musulmanes palestinos y libaneses que huían de la guerra árabe-israelí de 1948.
En 1974, la Nación del Islam, a través de su contraparte en Belice, comenzó a importar pescado de merlán del Pacífico de Perú a los Estados Unidos, donde se vendió como una alternativa islámica a los principales mercados de pescado.
Un peruano de nombre Louis Castro se convirtió al islam y luego estudió en la Universidad Islámica de Medina en la década de 1980. En 1993, la comunidad musulmana abrió una mezquita en el distrito de Jesús María de Lima, pero luego fue cerrada por dificultades financieras. Se abrió otro local en el distrito de Villa El Salvador, pero se encontró con dificultades similares y también cerró.

## Circunstancias presentes
Existen organizaciones islámicas en Perú, como la Asociación Islámica del Perú, los Musulmanes Peruanos de Naqshbandi Haqqani tariqa y la Asociación Islam Perú en Lima.
En 2007, hubo afirmaciones sin fundamento de que simpatizantes de militantes islamistas estaban ayudando a organizar la entrada a Estados Unidos a través del país. 
En enero de 2011, Perú se unió a otros países latinoamericanos para anunciar su reconocimiento del Estado de Palestina como nación legítima.